# Shādmehr
Shādmehr (persiska: شادمهر) är en ort i Iran.   Den ligger i provinsen Khorasan, i den nordöstra delen av landet, 700 km öster om huvudstaden Teheran. Shādmehr ligger 1 202 meter över havet och antalet invånare är 3 369.
Terrängen runt Shādmehr är lite kuperad, och sluttar söderut.Runt Shādmehr är det ganska glesbefolkat, med 25 invånare per kvadratkilometer. Shādmehr är det största samhället i trakten. Omgivningarna runt Shādmehr är i huvudsak ett öppet busklandskap.